# Heinrich Hertz
Heinrich Rudolf Hertz (Hamburgo, 22 de fevereiro de 1857 — Bonn, 1 de janeiro de 1894) foi um físico alemão. Hertz demonstrou a existência da radiação eletromagnética, criando aparelhos emissores e detectores de ondas de rádio. Em sua homenagem a unidade de frequência no Sistema Internacional de Unidades é denominada hertz (abreviada como Hz).
Hertz pôs em evidência em 1888 a existência das ondas eletromagnéticas imaginadas por James Maxwell em 1873.

## Biografia
Heinrich Rudolf Hertz nasceu em 1857 em Hamburgo, então um estado soberano da Confederação Alemã, em uma próspera e culta família hanseática. Seu pai era Gustav Ferdinand Hertz.  Sua mãe era Anna Elisabeth Pfefferkorn.
Enquanto estudava na Gelehrtenschule des Johanneums em Hamburgo, Hertz mostrou uma aptidão para ciências, bem como línguas, aprendendo árabe. Estudou ciências e engenharia nas cidades alemãs de Dresden, Munique e Berlim, onde estudou com Gustav R. Kirchhoff e Hermann von Helmholtz. Em 1880, Hertz obteve seu Ph.D. pela Universidade de Berlim, e pelos três anos seguintes permaneceu para estudo de pós-doutorado com Helmholtz, servindo como seu assistente. Em 1883, Hertz assumiu um posto como professor de física teórica na Universidade de Kiel. Em 1885, Hertz tornou-se professor titular da Universidade de Karlsruhe.
Em 1886, Hertz casou-se com Elisabeth Doll, filha de Max Doll, um professor de geometria em Karlsruhe. Eles tiveram duas filhas: Johanna, nascida em 20 de outubro de 1887 e Mathilde, nascida em 14 de janeiro de 1891, que se tornou uma notável bióloga. Durante este tempo, Hertz conduziu sua pesquisa histórica sobre ondas eletromagnéticas.

Hertz assumiu o cargo de professor de física e diretor do Instituto de Física de Bonn em 3 de abril de 1889, cargo que ocupou até sua morte. Durante este tempo, ele trabalhou em mecânica teórica com seu trabalho publicado no livro Die Prinzipien der Mechanik in neuem Zusammenhange dargestellt (Os princípios da mecânica apresentados em uma nova forma), publicado postumamente em 1894.

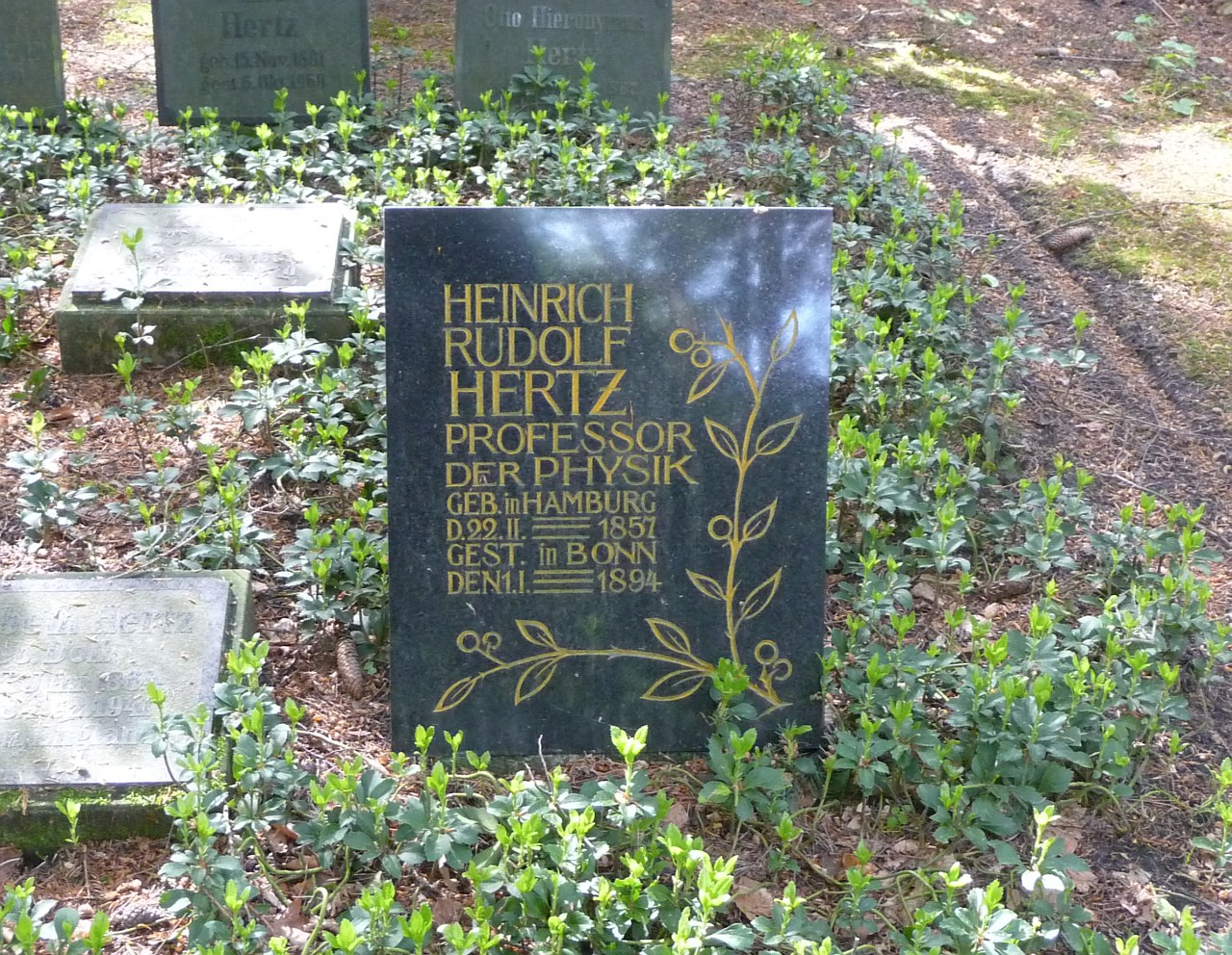
Sepultura no Cemitério de Ohlsdorf.

Está sepultado no Cemitério de Ohlsdorf, Hamburgo, Alemanha.

## Cronologia

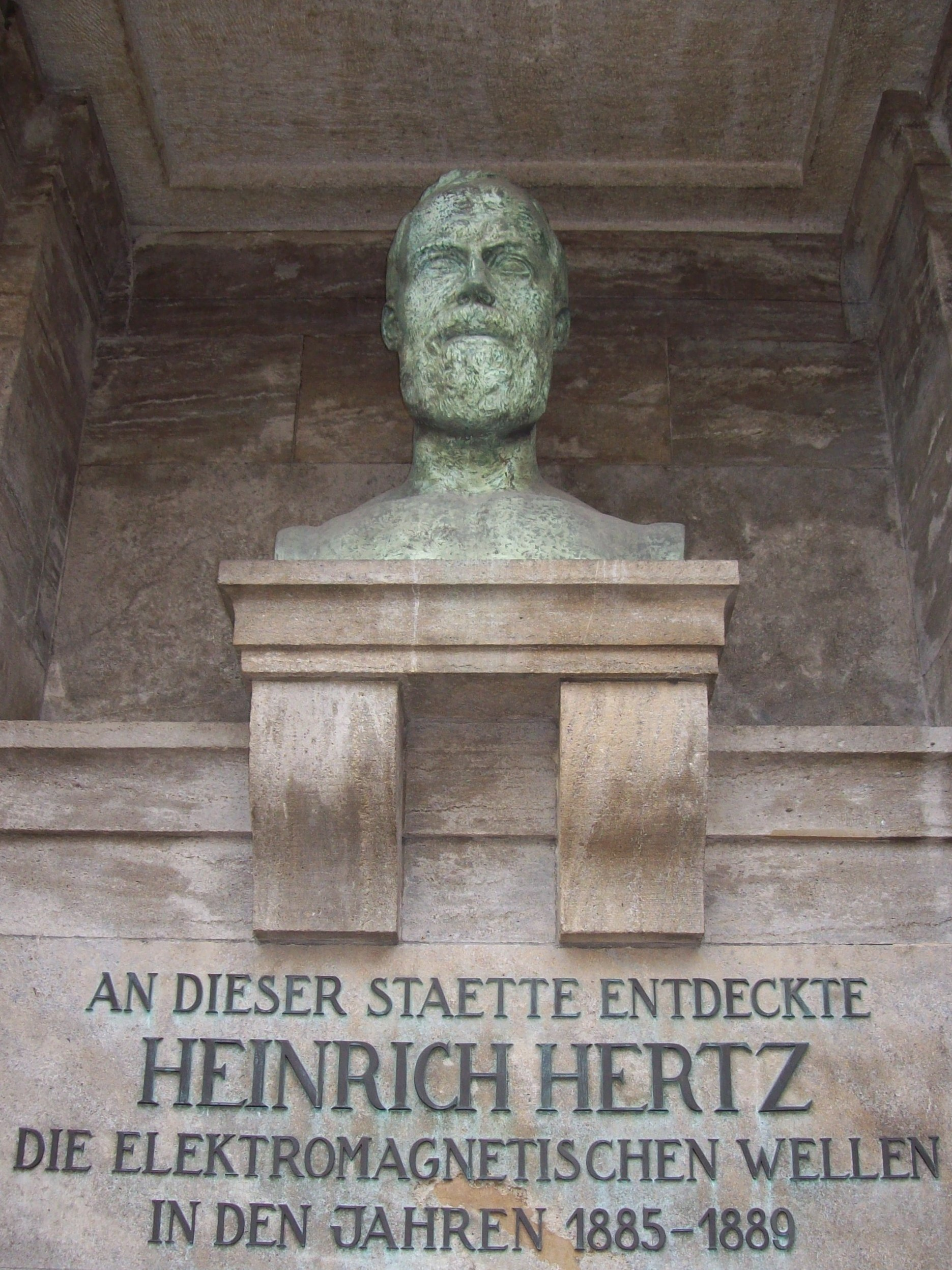
Busto no campus da Universidade de Karlsruhe. Tradução: Neste local Heinrich Hertz descobriu as ondas eletromagnéticas nos anos 1885 — 1889

- 22 de fevereiro de 1857 Hamburgo (Alemanha) nascimento. São seus pais Gustav Ferdinand Hertz, advogado, e Anna Elisabeth Pfefferkorn-Hertz
- 1863 — 1872 Aluno aplicado na escola do dr. Richard Lange
- 1872 Aluno no Johanneum Gymnasium em Hamburgo
- 1875 Após um ano de preparação especial é admitido para ingresso em uma universidade (Abitur). Antes de ingressar na vida universitária decide adquirir experiência em engenharia, indo residir em Frankfurt, a fim de trabalhar no departamento de obras públicas da cidade
- 1876 Estuda no Instituto Politécnico de Dresden
- 1877 Serviço militar em Berlim
- 1878 Ingressa na Universidade de Munique
- 1879 Estudante em Berlim, aluno de Gustav Kirchhoff e Hermann von Helmholtz no Instituto de Física
- 1880 Doutor em Física e em seguida assistente do Instituto de Física
- 1883 Mestre de conferência na Universidade de Quiel. Efetuou pesquisas sobre o eletromagnetismo
- 1885 Professor na Technische Hochschule de Karlsruhe
- 1886 Casamento com Elisabeth Doll
- 1887 Estudo das diversas teorias de Maxwell, Weber, Helmholtz. Construção de um oscilador
- 1888 Trabalho e descoberta das ondas eletromagnéticas no ar (15 de março)
- 1889 Professor e pesquisador em Bonn
- 1890 Viagem à Inglaterra
- 1 de janeiro de 1894 Morte em Bonn

## Obras (seleção)
- Ueber die Induction in rotirenden Kugeln. Inaugural-Dissertation Berlin, 1880.
- Ueber die Berührung fester elastischer Körper, Journal für reine und angewandte Mathematik, Band 92, 1881, S. 156–171 (PDF-Datei; 1,81 MB)
- Die Constitution der Materie. Eine Vorlesung über die Grundlagen der Physik aus dem Jahre 1884. Herausgegeben von Albrecht Fölsing, Berlin 1999.
- Ueber sehr schnelle electrische Schwingungen. In: Annalen der Physik. Band 267, Nummer 7, 1887, S. 421–448. (PDF-Datei; 1,4 MB) doi:10.1002/andp.18872670707
- Ueber einen Einfluss des ultravioletten Lichtes auf die electrische Entladung. In: Annalen der Physik. Band 267, Nummer 8, 1887, S. 983–1000. doi:10.1002/andp.18872670827
- Ueber die Einwirkung einer geradlinigen electrischen Schwingung auf eine benachbarte Strombahn. In: Annalen der Physik. Band 270, Nummer 5, 1888, S. 155–170. doi:10.1002/andp.18882700510
- Ueber die Ausbreitungsgeschwindigkeit der electrodynamischen Wirkungen. In: Annalen der Physik. Band 270, Nummer 7, 1888, S. 551–569. doi:10.1002/andp.18882700708
- Ueber die Beziehungen zwischen Licht und Elektricität. Vortrag gehalten bei der 62. Versammlung deutscher Naturforscher und Ärzte in Heidelberg. Emil Strauß, 1889.
- Gesammelte Werke, Band 2: Untersuchungen über die Ausbreitung der elektrischen Kraft, Barth 1894, Archive
- Die Prinzipien der Mechanik in neuem Zusammenhange dargestellt, Leipzig, 1894, Archive
- Schriften vermischten Inhalts. Leipzig: Johann Ambrosius Barth. 1895